# Christopher Alexander

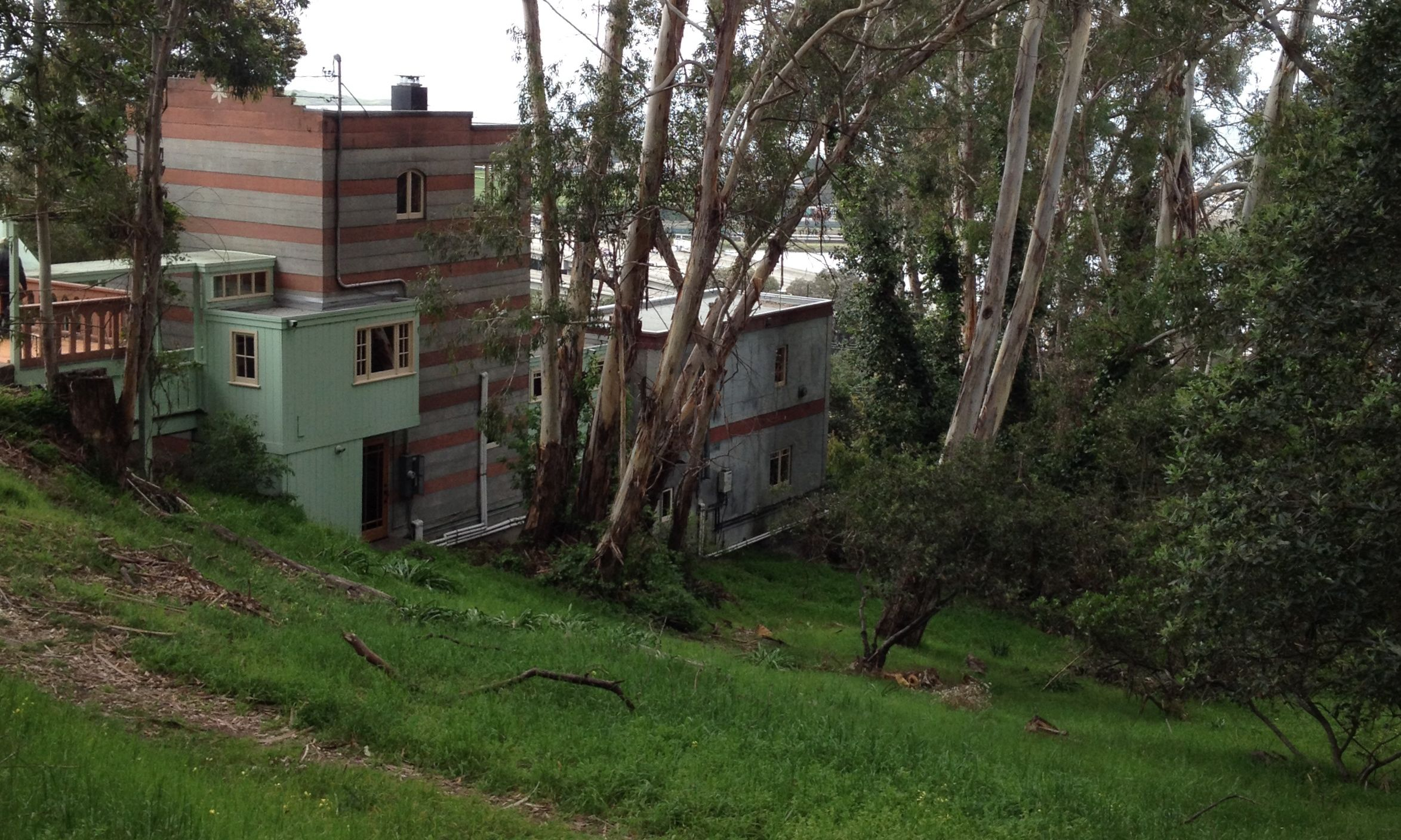
Sala House w Albany, Kalifornia, Stany Zjednoczone

Christopher Alexander, Christopher Wolfgang John Alexander (ur. 4 października 1936 w Wiedniu, Austria - zm. 17 marca 2022 w Bisted, Wielka Brytania) – brytyjsko-amerykański architekt i teoretyk projektowania. Znany jest m.in. jako autor książki "Język wzorców" (ang. A Pattern Language) z 1977 roku. Jest uważany za twórcę “The Pattern Language Movement".

## Życiorys

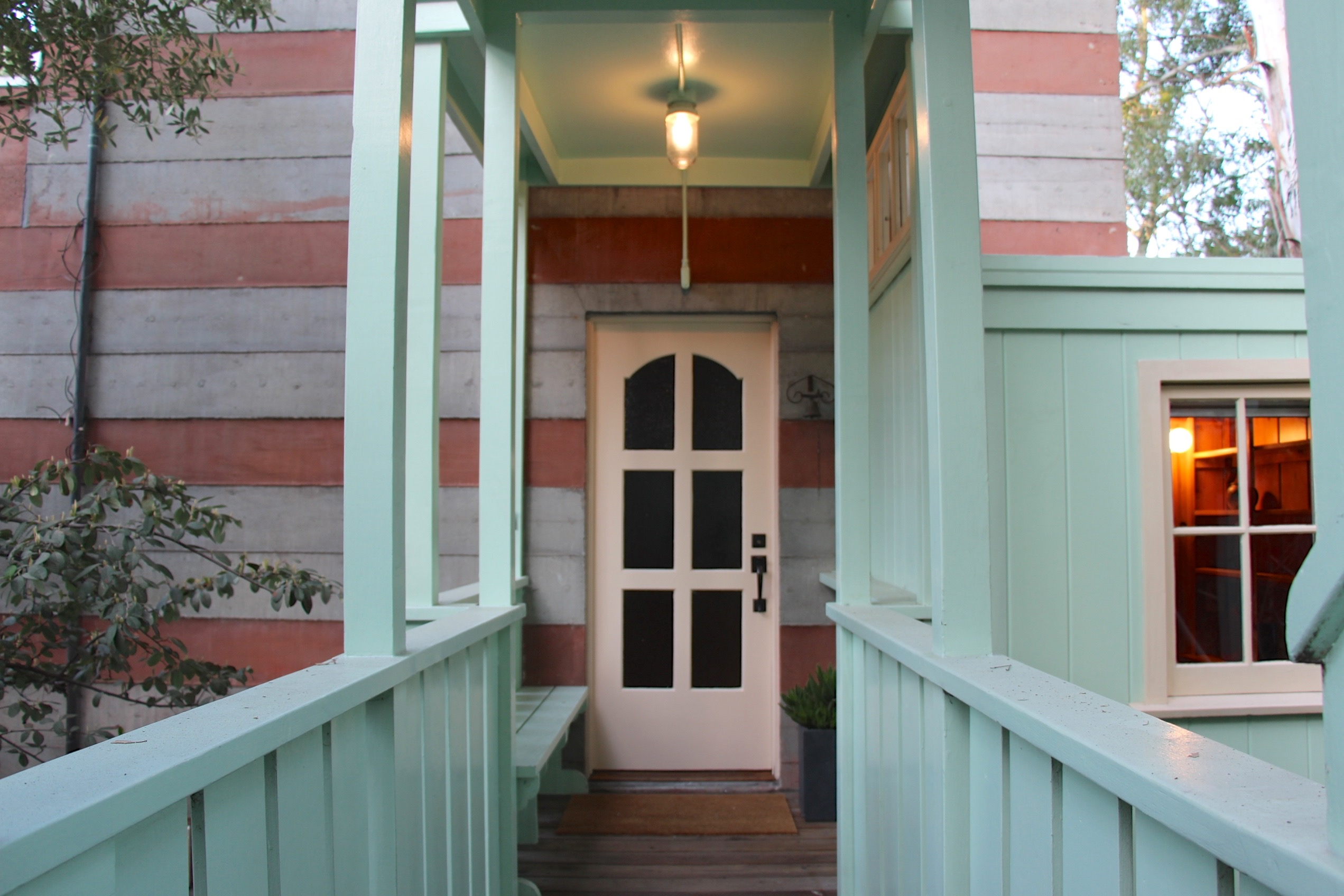
Wejście do Sala House

Aleksander urodził się w Wiedniu, w Austrii. Jego ojciec, Ferdinand Johann Alfred Alexander, był katolikiem, a jego matka, Lilly Edith Elizabeth Alexander, była Żydówką. Jako małe dziecko Aleksander wyemigrował jesienią 1938 roku wraz z rodzicami z Austrii do Wielkiej Brytanii, kiedy jego rodzice zostali zmuszeni do ucieczki przed nazistowskim reżimem. Większość dzieciństwa spędził w Chichester i Oksfordzie w Anglii, gdzie rozpoczął naukę w Oundle School. Przeniósł się z Anglii do Stanów Zjednoczonych w 1958 roku, aby studiować na Uniwersytecie Harvarda i Massachusetts Institute of Technology.
W 1963 roku Alexander przeniósł się do Kalifornii, do Berkeley gdzie został profesorem na Uniwersytecie Kalifornijskim.
W dniu 17 marca 2022 roku Alexander zmarł w swoim domu w Binsted, niedaleko Arundel w Wielkiej Brytanii, po długiej chorobie. Przyczyną było zapalenie płuc, powiedziała jego żona Margaret Moore.

## Wybrane projekty
- Kampus Uniwersytetu Eshin, Tokio,1985 rok[6][7]
- The West Dean Visitors Centre w hrabstwie West Sussex, Anglia[8]
- Sala House w Albany, Kalifornia[9]
- Julian Street Inn (schronisko dla bezdomnych), San Jose, Kalifornia[8]
- Medlock House, Whidbey, Waszyngton, 1991 rok[10][11]

## Ważniejsze publikacje
- Community and Privacy, wspólnie z Sergem Chermayeffem (1963)
- Notes on the Synthesis of Form (1964)
- A City is Not a Tree (1965)
- The Atoms of Environmental Structure (1967)
- A Pattern Language which Generates Multi-service Centers, wspólnie z Sarą Ishikawą i Murrayem Silversteinem (1968)
- Houses Generated by Patterns (1969)
- The Grass Roots Housing Process (1973)
- The Center for Environmental Structure Series, składa się z:
  - The Oregon Experiment (1975)
  - A Pattern Language, wspólnie Sarą Ishikawą i Murrayem Silversteinem (1977)
  - The Timeless Way of Building (1979)
  - The Linz Cafe (1981)
  - The Production of Houses, wspólnie z Howardem Davisem, Julio Martinezem i Donem Cornerem (1985)
  - A New Theory of Urban Design, wspólnie z Hajo Neisem, Artemisem Anninou i Ingrid King(1987)
  - Foreshadowing of 21st Century Art: The Color and Geometry of Very Early Turkish Carpets (1993)
  - The Mary Rose Museum, with Gary Black and Miyoko Tsutsui (1995)
- The Nature of Order Book 1: The Phenomenon of Life (2002)
- The Nature of Order Book 2: The Process of Creating Life (2002)
- The Nature of Order Book 3: A Vision of a Living World (2005)
- The Nature of Order Book 4: The Luminous Ground (2004)
- The Battle for the Life and Beauty of the Earth: A Struggle between Two World-Systems, wspólnie z  Hansem Joachimem Neisem i Maggie More Alexander (2012)